# 萧一舟
萧一舟（1909年—1987年6月12日），男，直隶广宗人，中华人民共和国政治人物，曾任广西省人民政府副主席，广西省人民委员会副省长，黑龙江省政协副主席。